# 笠岡屋ユースホステル
笠岡屋ユースホステル（かさおかやユースホステル）は日本ユースホステル協会に加盟していた岡山県のユースホステル。
2012年12月31日でユースホステルとしては閉館し、以後は素泊まり旅館として営業している。以下は閉館時の情報。

## 設備
- 個人や小グループに適している
- グループで一室利用可
- 駐車場あり
- 駐輪場あり
- 洗濯機あり
- 荷物預かりあり
- 全室禁煙

## アクセス
- 山陽本線笠岡駅下車 徒歩8分